# Ljustjärnen (Voxna socken, Hälsingland, 681772-147938)
Ljustjärnen är en sjö i Ovanåkers kommun i Hälsingland och ingår i Ljusnans huvudavrinningsområde.